# Sofía Anániev
Sofía Anániev (1856-1938) fue una anarquista rusa, casada con el anarquista ruso Piotr Kropotkin, escritora y conferenciante.
Nació en Kiev en 1856, en el seno de una familia judía acomodada. Al cumplir 5 años su familia se trasladó a la ciudad siberiana de Tomsk, donde su padre explotaba una mina de oro. A los 17 años abandonó la casa familiar rebelándose contra la explotación que su familia hacía de los obreros de la mina. Luego de unos años de privaciones, su salud se resintió y por razones de salud se trasladó a Suiza a reponerse. Alí conoció a Kropotkin, con quien se casaría el 8 de octubre de 1878. Estudió biología en la Universidad de Berna y un doctorado en ciencias en París, durante 1884. En 1886 publicó en L'intransigeant, de Henri Rochefort una novela corta sobre los terroristas rusos contra el zarismo, titulada "Mujer N° 4237".
Durante su vida acompañó en sus aventuras y trajinar a su esposo, y se cree que sin sus cuidados y atenciones a su salud, Kropotkin nunca hubiera terminado gran parte de su obra escrita. A partir de 1897 comenzó a reemplazar como conferencista a su esposo Piotr cuando su salud se resquebrajaba. Los temas que tocaba en sus conferencias abarcaban desde la situación de las mujeres en Rusia, a la química y la botánica; también escribía artículos para The Contemporary Review. Estas actividades ayudaron a la familia a superar los momentos de dificultad económica que se derivaban de las interrupciones en el trabajo de su esposo por su declinante salud. Vivió en Francia, Suiza e Inglaterra, y finalmente viajó con Kropotkin a Rusia, luego de la Revolución rusa de 1917. Luego de la muerte de Kropotkin en 1921, Sofía pasó a vivir en la mansión natal de su esposo, que fue convertida en un museo que era dirigido por Nikolai Lebedev. En 1923 y 1929 visitó Europa occidental, y a pesar de su abierto rechazo al régimen bolchevique, vivió sin ser molestada por las autoridades hasta su muerte en 1938.

## Obras
- Mujer N° 4237 (novela)
- Artículos en la The Contemporary Review